# Inge Dick

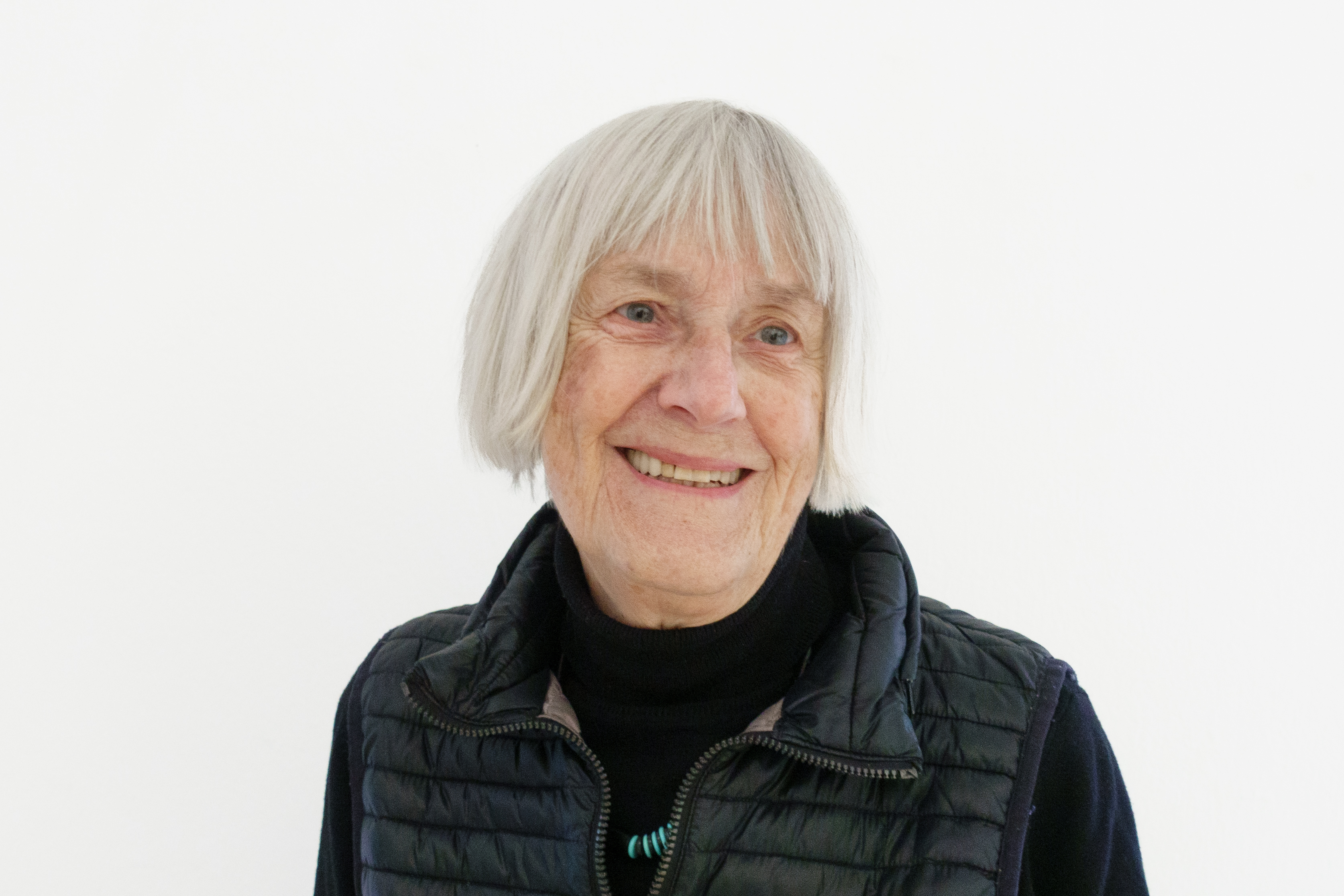
Dick Inge (2022)

Inge Dick (* 15. Jänner 1941 in Wien) ist eine österreichische Fotografin und Malerin.

## Leben und Werk
Inge Dick studierte nach dem Besuch der Modeschule Wien in Schloss Hetzendorf ab 1962 Gebrauchsgrafik an der Hochschule für angewandte Kunst Wien. In dieser Zeit begegnete sie Werken von Karl Prantl, den ZERO-Künstlern und den Aquarellen Antonio Calderaras. Ab 1971 schuf sie als freischaffende Künstlerin konzeptionelle Malerei in der Tradition der klassischen Moderne.
Schon in ihrer Jugend begann ihre Auseinandersetzung mit der Philosophie des Zen-Buddhismus, wobei sie auch Tuschzeichnungen, insbesondere jene des japanischen Malers Sengai kennenlernte.
Während Mitte der 1960er-Jahre kräftige Farben in einer geometrisierenden Formensprache entstanden, kristallisierte sich in den Folgejahren der Weg in die Monochromie heraus. Als geeignetes Medium der optimalen Reproduktion erkannte sie die Fotografie, die sie sich bei Eva Choung-Fux aneignete.
In den 1980er-Jahren wandte sie sich der Polaroid-Fotografie mit dem Ziel zu, die Themen Zeit und Licht sichtbar werden zu lassen. Die intensive Auseinandersetzung mit der Technik der Polaroids führte zur Arbeit mit immer größeren Polaroid-Kameras, letztlich auch mit der weltweit größten (100 × 200 cm) in Boston. Mit der Abbildung monochromer Flächen in bestimmten zeitlichen Abständen zeigte sie die Veränderungen des Lichts im Tagesverlauf.
1999 war sie eine der Initiatorinnen des Projekts Mondsee Land Art, in dessen Rahmen sechs Land-Art-Objekte von internationalen Künstlern im Mondseeland realisiert wurden.
Ihr erstes, 2007 entstandene Filmprojekt mit dem Titel zinnober zeigt in Echtzeit die Veränderungen einer zinnoberroten Fläche über einen Zeitraum des 13,5 Stunden unter dem Einfluss des Tageslichts im Verlauf eines Augusttages. Der als HD-Video mit Normaloptik im Seitenverhältnis 16:9 mit fixer Blende und einer Auflösung von 1440x1080/50 aufgenommene Film wurde direkt auf die Festplatte gespeichert. Der Film war Anlass für den Schweizer Komponisten Roland Dahinden zur Komposition des Musikstückes zinnober. Ebenso wie beim Filmprojekt zinnober wurden in der Folge auch aus dem Projekt blau, unendlich (2010) Einzelaufnahmen herausgelöst und als Foto- und Pixelarbeiten präsentiert.
Die Künstlerin erhielt fallweise Aufträge im Rahmen von Kunst am Bau und konzipierte und verwirklichte insbesondere in Oberösterreich und Salzburg u. a. Räume in Altersheimen sowie sakrale Räume (Meditationsräume, Kapellen, Aufbahrungshalle). Ihre Werke werden in zahlreichen österreichischen und internationalen Museen und öffentlichen Sammlungen gezeigt.
Ihre Werke befinden sich in den Sammlungen österreichischer und internationaler Museen.

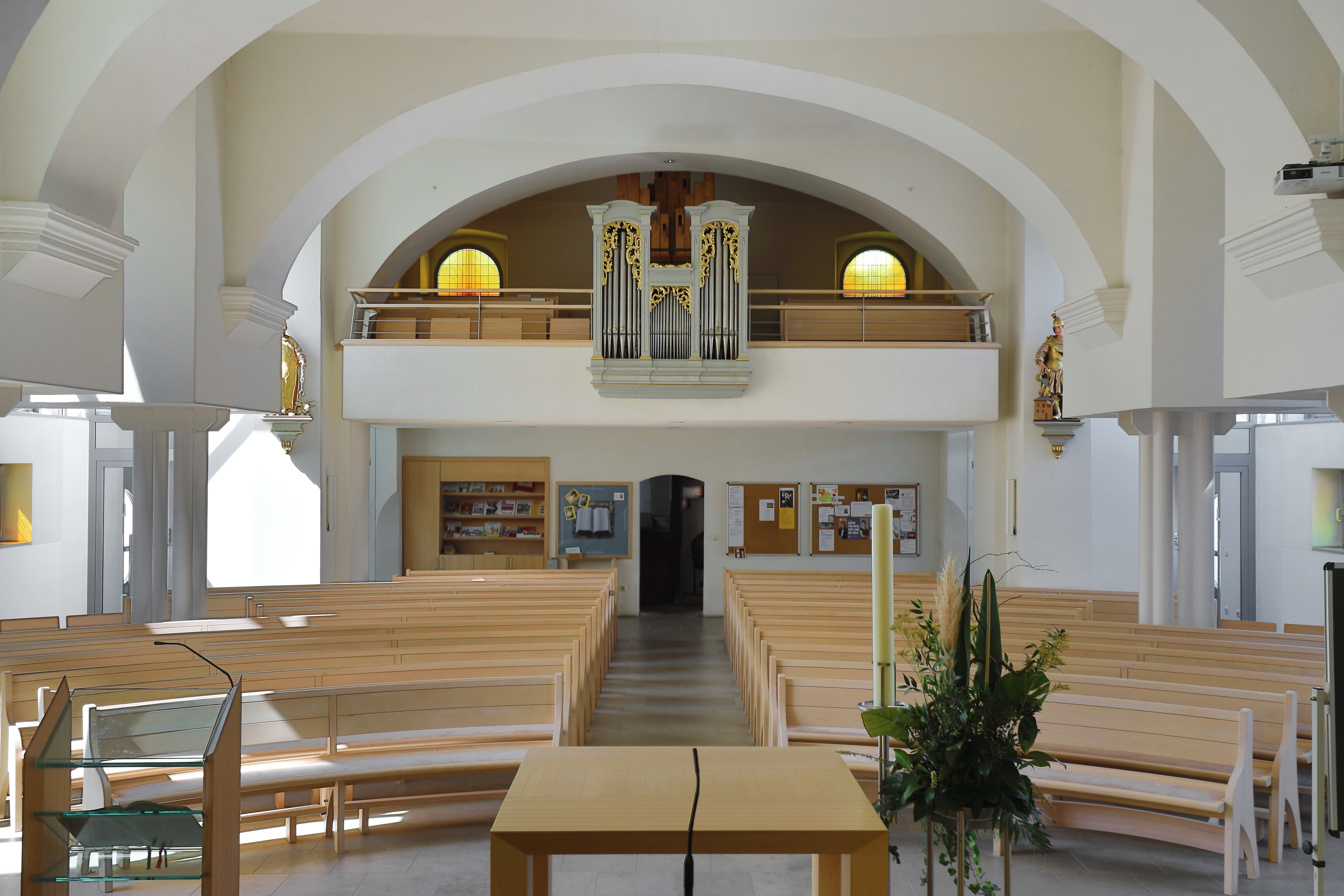
Pfarrkirche von Puchkirchen

Inge Dick lebt und arbeitet seit 1984 in Innerschwand am Mondsee in Oberösterreich. 2010/2011 beteiligte sie sich an der Restaurierung und den Neugestaltungen der Filialkirche Innerschwand am Mondsee, wo sie auch die Glasfenster schuf; dito bei der Pfarrkirche Puchkirchen am Trattberg (2000/2001).

## Ausstellungen (Auswahl)
- Inge Dick, Malerei und Photographie, Museum moderner Kunst im Palais Liechtenstein, Wien (1984)
- Inge Dick, work in progress, Rupertinum, Salzburg (1988)
- Lichtzeiten, Landesgalerie am Oberösterreichischen Landesmuseum, Linz (1994, 2001, 2008)
- Soziale Fassaden, Städtische Galerie im Lenbachhaus, München (2003)
- Polaroid als Geste, Museum für Photographie, Braunschweig (2005)
- Fotografie KONKRET, KONKRETE Fotografie, Museum im Kulturspeicher, Würzburg (2005)

## Publikationen
- Malerei und Photographie 1971 - 1984; anlässlich der Ausstellung Arbeiten im Raum, im Museum Moderner Kunst, Palais Liechtenstein, Wien, München, 1984, ISBN 3-923581-02-5
- Inge Dick – Osamu Nakajima, Katalog zur gleichnamigen Ausstellung in der Oberösterreichischen Landesgalerie, Linz, 1994, Übersetzung ins Englische: Peter Waugh, ISBN 3-900746-65-6
- Inge Dick, große Polaroids. Katalog zur gleichnamigen Ausstellung in den Galerien Fotohof und Renate Bender, Salzburg, 1997, ISBN 3-901756-05-1
- Friederike Mayröcker, Inge Dick, Carl Aigner (Hrsg.): Inge Dick: Licht, Raum, Zeit – Malerei und Polaroids, Katalog zu Ausstellungen im Museum für Konkrete Kunst, Ingolstadt (1998), Galerie im Theater Ingolstadt (1998), Kunsthalle Krems (1999), Heidelberg, 1998, ISBN 3-8295-0000-9
- als Hrsg. mit Martin Hochleitner (Hrsg.): Katalog zur Ausstellung Aus der Sammlung: Licht – Werkbeispiele von Inge Dick in der Landesgalerie am Oberösterreichischen Landesmuseum, Linz, Weitra, 2001, ISBN 3-85252-234-X
- als Hrsg.: Mondsee Land Art, 6 öffentliche Plätze von zeitgenössischen Künstlern gestaltet, Weitra, 2006, ISBN 3-85252-760-0
- mit Peter Assmann, Bodo Hell, Friederike Mayröcker: Inge Dick – am Wasser, Katalog anlässlich der gleichnamigen Ausstellung im Kunstraum Galerie Schloss Mondsee, 2006, Mondsee, 2006, ISBN 978-3-9502162-0-2
- mit Ruth Horak, Melissa Lumbroso: Ausstellung Werkschau XIV: Inge Dick – Arbeiten 1989 bis 2007, Wien, 2009, ISBN 978-3-902725-27-1

## Auszeichnungen (Auswahl)
- 1976: Woyty-Wimmer Preis[6]
- 1979: Theodor-Körner-Preis[6]
- 1981: Förderpreis der Stadt Wien[6]
- 1993: Oberösterreichischer Landeskulturpreis für künstlerische Fotografie[6]
- 2010: 2. Internationaler Evard-Preis
- 2011: Alfred-Kubin-Preis = Großer Kulturpreis des Landes Oberösterreich[7]
- 2020: Österreichischer Kunstpreis für Künstlerische Fotografie[8]
- 2020: Heinrich-Gleißner-Preis[9]
- 2022: Preis Peter C. Ruppert für Konkrete Kunst in Europa[10]